# Presó perpètua
|  | Aquest article tracta sobre Dret Penal. Vegeu-ne altres significats a «Cadena perpètua (pel·lícula)». |

La reclusió perpètua, presó permanent, presó perpètua o cadena perpètua (calc de l'espanyol) és un terme aplicat a certa classe de penes d'empresonament. Representa l'encarceració a vida del condemnat. En qualsevol cas, l'efecte de la citada sentència varia segons la jurisdicció.
En alguns països, el càrcer perpetu es considera una alternativa a la pena capital per crims majors.

## A Espanya
A l'Estat espanyol la presó perpètua va ser abolida per la Constitució Espanyola del 1978. Actualment s'estableix el límit de 30 anys com el màxim que una persona pot estar empresonada de manera contínua, deixant per tant la possibilitat de reinserció del condemnat. La Llei Orgànica de Protecció de la Seguretat Ciutadana, vigent a partir de 2015, recupera la presó permanent.

## Vigència de la cadena perpètua al món

Vigència de la presó perpètua al món
indica els països on la presó perpètua ha estat abolida
significa que el país la manté vigent
significa que el país la manté vigent però la imposa amb determinades restriccions
significa que es desconeix l'estatus de la condemna, però presumiblement roman vigent